# Flughafen Tupelo

i8
i11
i13
Der Tupelo Regional Airport (IATA-Code: TUP, ICAO-Code: KTUP) ist ein öffentlicher Flughafen auf 105 m Seehöhe, 6 km westlich von Tupelo, im Lee County, Mississippi in den Vereinigten Staaten. Die Fläche des Flughafens beträgt 429 ha. Er hat eine Asphaltpiste mit 2179 m Länge und 46 m Breite.

## Geschichte
Im April 1934 spendete eine Gruppe von Geschäftsleuten Tupelo die Mittel, um Land für einen Flugplatz zu kaufen. Am 19. Mai 1938 landete das erste Luftpostflugzeug in Tupelo und am 21. Juni 1951 das erste kommerzielle Passagierflugzeug, ein Flugzeug der Southern Airways. Am 12. Juli 1951 wurde der renovierte Flughafen Tupelo eingeweiht.
Southern Airways bediente den Flughafen 1952 mit Douglas DC-3-Flugzeugen mit drei täglichen Hin- und Rückflügen mit einer Route von Atlanta (Georgia) – Gadsden (Alabama) –  Birmingham (Alabama) – Tuscaloosa (Alabama) –  Columbus (Mississippi) – Tupelo –  Memphis für insgesamt sechs Flüge Abfahrten täglich vom Flughafen. Bis 1968 führte Southern Airways Nonstop-Flüge nach Columbus, Memphis und Tuscaloosa sowie Direktflüge nach Atlanta und Birmingham durch, wobei alle ihre Tupelo-Dienste mit Martin 4-0-4-Kolbenflugzeugen durchgeführt wurden.
Im Jahr 1958 wurde eine zweite Landebahn gebaut. Am 2. Oktober 1968 wurde der Flugplatz Tupelo wird in C.D. Lemons Field umbenannt.
Southern bediente den Flughafen während des größten Teils der 1970er Jahre weiterhin mit Martin 4-0-4-Flugzeugen. Southern fusionierte dann schließlich mit North Central Airlines zu Republic Airlines, die 1979 Tupelo mit kleinen Swearingen Metroliner-Turboprops mit Nonstop-Flügen sowohl von Atlanta als auch von Memphis bediente. Bis 1981 betrieb Republic größere Convair 580-Turboprops in den Flughafen mit Nonstop-Service von Memphis und Muscle Shoals (Alabama). Anfang 1985 betrieb Scheduled Skyways, eine Zubringerfluggesellschaft, Nonstop-Verbindungen von Memphis und Meridian mit Nord 262 und Swearingen Metroliner, während Flight Line, ebenfalls ein Zubringer, den Flughafen zur gleichen Zeit mit kleinen Cessna-Flugzeugen bediente.
Im Februar 1984 wurde eine neue Landebahn gebaut (dies ist die heute verwendete Landebahn) und im Mai 1986 wurde ein neues Terminal gebaut und eingeweiht. Im September 1986 nahm Northwest Airlines den Zubringerdienst mit Northwest Airlink auf.
Ende 1989, als Memphis nach der Übernahme von  Republic Airlines durch Northwest Airlines ein Northwest-Drehkreuz wurde, betrieb Northwest Airlink im Auftrag von Northwest die Verbindung nach Tupelo nonstop von Memphis, Columbus (Mississippi) und Laurel/Hattiesburg (Mississippi) mit British Aerospace Jetstream 31 und Saab 340-Turboprop-Flugzeugen. Zur gleichen Zeit im Jahr 1989 führte American Eagle  Flüge im Auftrag von American Airlines mit Swearingen Metroliner-Turboprops nonstop von Nashville (BNA, ein amerikanisches Drehkreuz zu dieser Zeit) und Tuscaloosa durch.
Im August 1991 wurde die neue Start- und Landebahn auf 6500 Fuß (1981 m) verlängert. Im Juli 1996 neuerliche Namensänderung Flugplatzes in Tupelo Regional Airport.
Sowohl American Eagle als auch Northwest Airlink bedienten Tupelo im Frühjahr 1995 weiterhin, wobei American Eagle die Verbindung von Nashville nonstop mit British Aerospace BAe Jetstream 31 und Northwest Airlink weiterhin von Memphis, Columbus (Mississippi) und Laurel/Hattiesburg nonstop mit BAe Jetstream 31 und Saab 340-Turboprops betrieb.
Im Jahr 2001 wird Flughafenkontrollturm gebaut, im Juni 2005 Atlantic Southeast Airlines/Delta Connection beginnt mit dem Jet-Service und im August 2005 wird Erweiterung des Terminals vorgenommen.
Nach der Fusion von Northwest und Delta im Jahr 2008 wurden alle Northwest Airlink-Dienste anschließend von Delta Connection im Auftrag von Delta Air Lines ersetzt. Delta Connection führte Nonstop-Flüge sowohl nach Memphis als auch nach Atlanta durch, wobei der Dienst nach Memphis schließlich eingestellt wurde. Zu diesem Zeitpunkt bediente Delta Connection Tupelo von Atlanta mit Bombardier CRJ-200-Regionaljets. Im Jahr 2012, nachdem Delta Connection den Dienst an Tupelo eingestellt hatte, nahm Silver Airways den Dienst nach Greenville, Muscle Shoals und Atlanta mit Saab 340 auf. Silver Airways stellte dann den Dienst im Oktober 2014 ein und wurde durch SeaPort Airlines ersetzt. SeaPort flog ein Jahr lang und stellte seinen Dienst Ende Oktober 2015 ein. Der Flughafen war dann fünf Monate lang außer Betrieb, bis Contour Airlines im April 2016 Flüge mit täglichen Flügen nach Nashville (BNA) aufnahm. Seit April 2016 hat Contour seinen Service mehrmals aufgewertet, einschließlich des Ersatzes seines Twin-Turboprop-Flugzeugs BAe Jetstream 31 durch Embraer ERJ 135-Regionaljets.

## Flugbetrieb
Im Jahre 2021 wurden 15.748 Passagiere befördert.
Im Jahre 2022 haben 47.389 Flugbewegungen stattgefunden, davon 16.238 lokale Bewegungen, 17.489 Zwischenlandungen, 3.893 Air-Taxi-Flüge, und 77 Frachtflüge. 30 einmotorige und 8 zweimotorige Flugzeuge, 4 Jetflugzeuge und 2 Helikopter waren 2022 hier stationiert.
Die wichtigste Fluggesellschaft für den Flughafen ist heute Contour Aviation.